# Сентро де Реадаптасион Сосијал, Пенитенсијарија (Тамазунчале)
Сентро де Реадаптасион Сосијал, Пенитенсијарија (шп. Centro de Readaptación Social, Penitenciaría) насеље је у Мексику у савезној држави Сан Луис Потоси у општини Тамазунчале. Насеље се налази на надморској висини од 188 м.

## Становништво
Према подацима из 2010. године у насељу је живело 199 становника.

### Хронологија
| Година       | 2005          | 2010 |
| ------------ | ------------- | ---- |
| Становништво | 155 (147 / 8) | 199  |

### Попис
| # | Индикатор                     | Вредност |
| - | ----------------------------- | -------- |
| 1 | Укупно домаћинстава           | 4        |
| 2 | Укупно насељених домаћинстава | 2        |
| 3 | Величина локације             | 1        |